# Shark UL

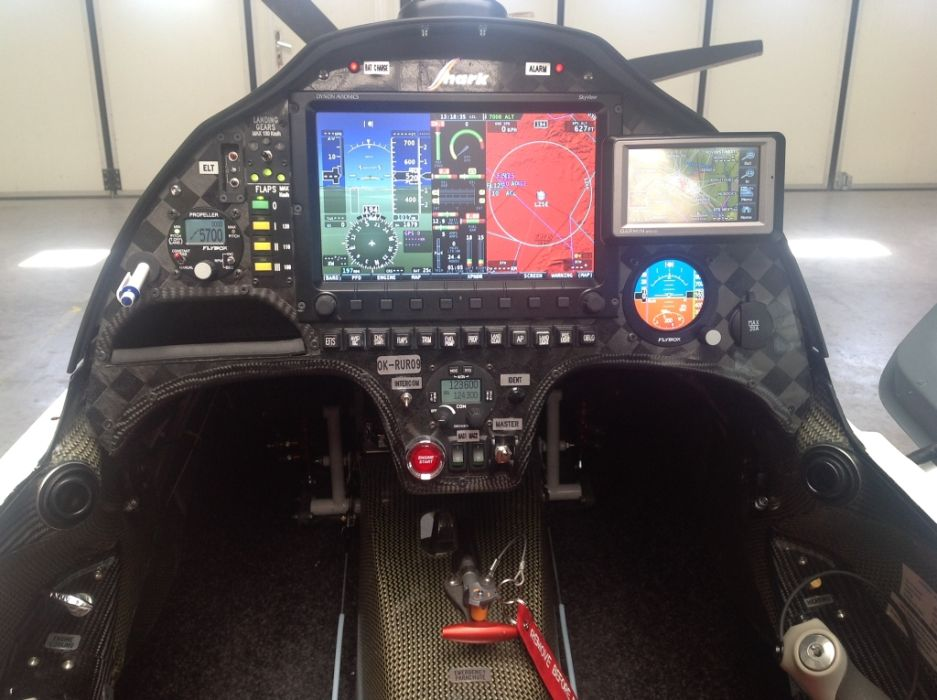
Приборная панель Shark

Shark UL представляет собой однодвигательный сверхлёгкий низкоплан с традиционной компоновкой, в котором два места размещаются тандемом. Он впервые поднялся в воздух 19 августа 2009 года и производится в Словакии и Чехии компанией Shark.Aero. Он может иметь фиксированное или убирающееся шасси.

## История и конструкция
Shark, о котором официально было объявлено на выставке AERO Friedrichshafen в апреле 2007 года, был разработан, чтобы соответствовать как европейским категориям UL (Ultralight aviation с англ.- Сверхлёгкая авиация), так и американских лёгких спортивных самолётов (ЛСА). Конструктивно это смесь углепластика и небольшого количества композитов из стекловолокна с арамидными сотовыми запонителями, содержащими внутри вспененный ПВХ, зажатыми между панелями. Основной лонжерон крыла представляет собой разборную двухкомпонентную балку из углеродного волокна, которая соединяется под передним сиденьем; вспомогательный лонжерон несёт крепления элеронов и закрылков. В плане носок крыла имеет эллиптическую форму, а внешняя задняя кромка крыла, где крепятся элероны, имеет более конусообразную форму. Одиночные щелевые закрылки с электроприводом занимают остальную часть задней кромки. Как и крылья, слегка стреловидное хвостовое оперение легко снимается для хранения при транспортировке. В руле высоты есть триммер с электроприводом.
Фюзеляж Shark состоит из цельного плавника, спинок сидений, пола и приборной панели. Плавник, выдвинутый вперёд, так что задняя кромка руля находится над линией шарнира руля высоты, имеет форму спинного плавника акулы, сильно стреловидный и с изогнутой передней кромкой. Также имеется небольшой вентральный плавник. От плавника резко поднимается вперёд верхняя линия фюзеляжа, переходя в цельный фонарь, откидывающийся сбоку. За кабиной есть место для багажа. Оба регулируемых тандемных сиденья имеют органы управления полётом; Shark управляется сайдстиком. Он приводится в движение силовой установкой Rotax 912ULS мощностью 100 л. с. (75 кВт) или Rotax 914 с турбонаддувом мощностью 115 л. с. (86 кВт) с трёхлопастным или двухлопастным винтом. Shark UL имеет убирающееся шасси и гребной винт изменяемого шага.
Прототип Shark, зарегистрированный в Чехии как OK-OUR01, впервые поднялся в воздух 19 августа 2009 г. Первый полёт ультралёгкого самолёта ожидался в начале 2010 г., но к январю 2011 г. он не состоялся.
Модель была запущена в производство в середине 2011 года.
Крылья и хвост «Акулы» были адаптированы для использования в словенском самолёте OneAircraft One.

## Эксплуатация
Третий Shark был зарегистрирован во Франции как 83AJR с позывным F-JSOR в начале 2011 года, но был уничтожен во время участия в воздушной гонке Париж-Мадрид 21 июня 2011 года. Однако оказалось, что этот самолёт был позже перестроен, поскольку позывной был отмечен с использованием шестнадцатеричного кода 381BBD с мая 2015 года. Четвёртый фигурирует в чешском регистре и летал в качестве демонстратора в Германии.
В 2015 году модификация, оснащённая модифицированным двигателем и специальным винтом DUC, установила мировой рекорд для класса RAL2T (Сверхлёгкие самолёты: подвижные аэродинамические элементы управления / наземный самолёт / двухместный самолёт/ тепловой двигатель) по скорости по прямому курсу, разогнавшись до 303,00 км/ ч (188,28 миль в час).
В 2021 и начале 2022 года 19-летняя британо-бельгийская пилот Зара Рутерфорд совершила кругосветный перелёт на варианте Shark UL. Рутерфорд установила новый рекорд, став самой молодой женщиной в истории, совершившей одиночный кругосветный полёт, Рутерфорд также является первым человеком, совершившим кругосветное путешествие на сверхлёгком самолёте.
24 августа 2022 года брат Зары, Мак Рутерфорд в 17 лет, приземлился в Софии, Болгария, став таким образом самым молодым пилотом, совершившим в одиночку кругосветное путешествие. Как и его сестра, Рутерфорд управлял модифицированным Shark.

## Варианты
Shark LS
Европейский UL, фиксированная ходовая часть, винт фиксированного шага.

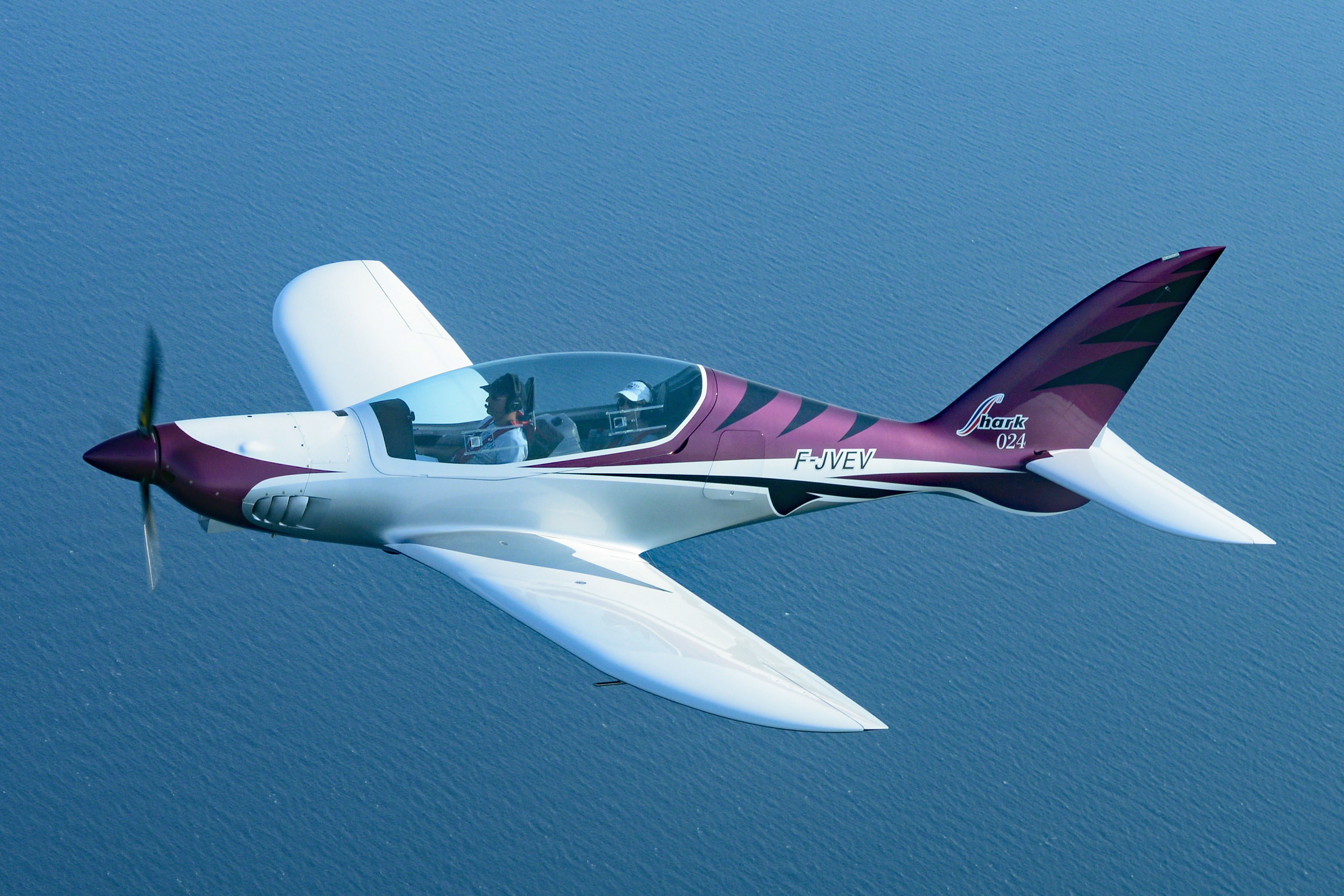
Shark UL
Европейская UL, убирающаяся ходовая часть, винт изменяемого шага.
SportShark
Планируемый в США лёгкий спортивный самолёт (ЛСА), большего размаха и более тяжёлый, с фиксированной ходовой частью. Анонсированный в 2011 году, к июню 2022 года он не был включён в список принятых ЛСА США.

## Лётно-технические характеристики
источник: Jane’s All the World’s Aircraft 2011/12 и сайт производителя

### Технические характеристики
- Экипаж: 1 человек
- Пассажировместимость: 1 человек
- Длина: 6,715 м
- Размах крыла: 7,90 м
- Высота: 2,51 м
- Площадь: 9,50 м²
- Масса пустого: 275 кг
- Макс. взлётная масса: 472,5 кг
- Вместимость топлива: 100 л
- Силовая установка: 1 × оппозитный четырёхцилиндровый двигатель Rotax 912ULS с воздушным и жидкостным охлаждением, 73,5 кВт (98,6 л. с.)
- Винты: 3-лопастные композитные винты Duc Hélices с переменным шагом

### Лётные характеристики
- Максимальная скорость: 300 км/ч
- Крейсерская скорость: 250 км/ч
- Скорость сваливания: 64 км/ч
- v-скорость[англ.] (нельзя превышать): 333 км/ч
- Практический потолок: 4,100 м
- Максимальная эксплуатационная перегрузка:-2 /+4 g
- Скороподъёмность: макс. 5,1 м/с

### Авионика
- EFIS: SkyView
- EMS[англ.]: Д120